# Tropiometra
Famille
Genre
Tropiometra est un genre de comatules, le seul de la famille des Tropiometridae.

## Description et caractéristiques
Crinoïdes non pédonculés, ils s'accrochent au substrat par des cirres mobiles en forme de griffes et sont capables de se déplacer en rampant. Ces comatules n'ont que 10 bras.
Le centrodorsal est gros, aplati, et sa part la plus aborale dépourvue de cirrhes. Les chausses des cirrhes sont larges, sans ornement, arrangées de manière irrégulière mais tendant à former 15 à 20 colonnes. Les cirrhes sont solides, sans épines aborales ; les segments cirraux sont au nombre de 20 à 40, généralement plus larges que long. On ne distingue pas d'étoile aborale, les segments basaux sont en forme de bâtons, non unis autour du centre, effilés et rarement exposés sur la surface. Les facettes articulaires radiales sont abruptes et larges, les fossae des muscles adoraux larges, et la cavité radiale important. On ne note pas de prise centrale, et les branchiaux sont plus larges que hauts. Sur les dix bras, il existe une synarthrie entre les Ibr1 et br22 et entre br1 et br2, ainsi qu'une syzygie entre br3 et br4. Les pinnules ne portent pas de plaque de couverture ambulacraire distincte.

## Liste des genres
Selon World Register of Marine Species (15 avril 2014) :
- genre Tropiometra AH Clark, 1907
  - Tropiometra afra (Hartlaub, 1890)
  - Tropiometra carinata (Lamarck, 1816)
  - Tropiometra macrodiscus (Hara, 1895)
  - Tropiometra magnifica AH Clark, 1936

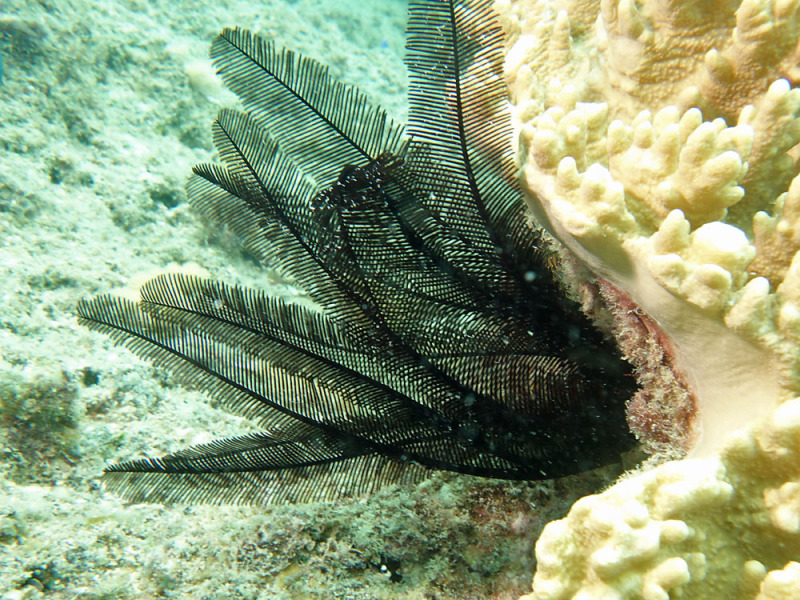
Tropiometra afra
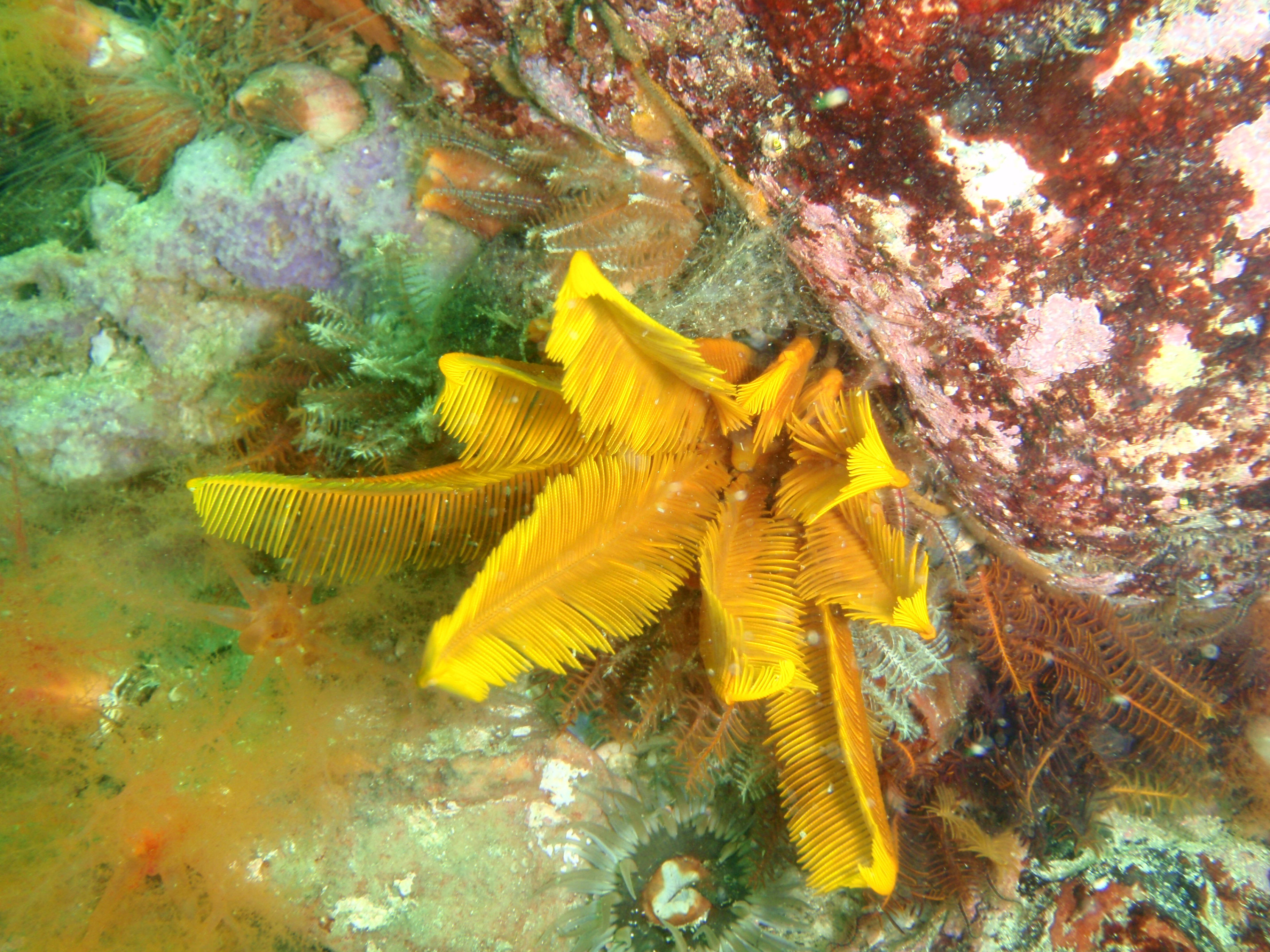
Tropiometra carinata